# Lina Bach-Bendel

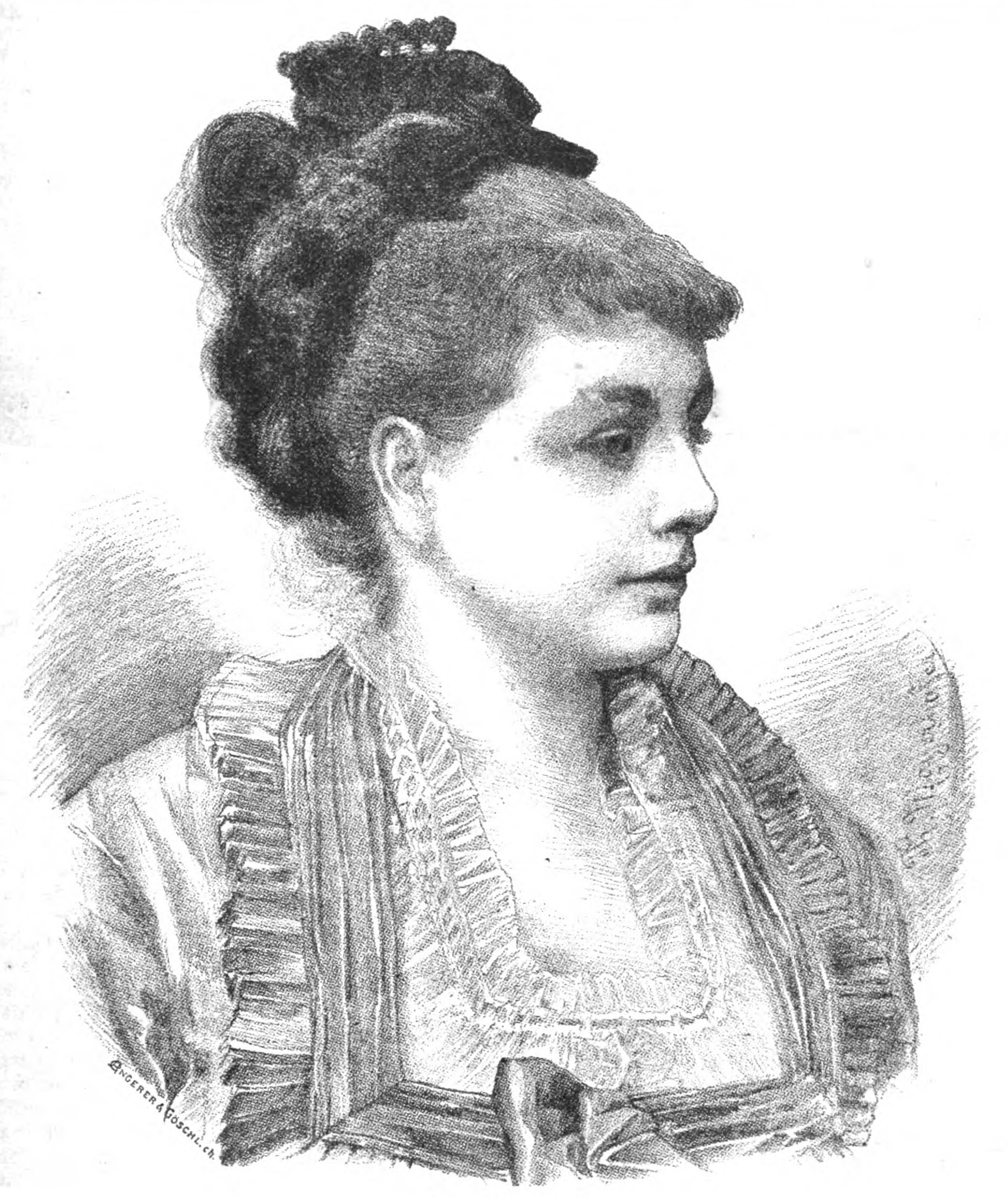
Lina Bendel 1877

Lina Bach-Bendel (geboren 6. März 1854 in Salzburg als Caroline Bende; gestorben 6. Mai 1920 in Hamburg) war eine österreichische Theaterschauspielerin und Opernsängerin (Sopran).

## Leben
Bach, Tochter des Schauspielers Peter Bende alias Bendel und der Sängerin Maria Holl, betrat schon in frühester Jugend die Bühne und zeichnete sich in Graz, wo sie aufgewachsen war, sowohl in Kinderkomödien wie in Kinderrollen („Knabe Tell“ etc.) wiederholt aus. Im Alter von 15 Jahren erhielt sie ihr erstes selbständiges Engagement am Stadttheater Brünn, wo sie sechs Jahre erfolgreich als Naive tätig war und u. a. auch in den damals neuen Werken Ludwig Anzengrubers Pfarrer vom Kirchfeld (Anna Birkmeyer), Der Meineidbauer (Broni), Der G’wissenswurm (Horlacherlies) mit viel Erfolg auftrat.
Hierauf wurde sie von Heinrich Hirsch wider ihren Willen ins Soubrettenfach gedrängt, da er gerade für dieses Gebiet bei ihr Begabung zu erkennen glaubte und nach Wien an die Komische Oper brachte, wo sie in der Anton Langerschen Posse Der letzte Wiener debütierte und gleich beim ersten Versuch auf diesem neuen Feld  sich die Sympathien des Publikums erwarb. Hierauf wurde sie ans Theater an der Wien verpflichtet, wo sie 1877 das „Blitzmädel“ in einer für sie geschriebenen Posse von Karl Costa verkörperte. Sie ging im April 1877 ans Carltheater, und hier war sie u. a. in der ersten Aufführung von Hasemanns Töchter, in der der Autor Adolph L’Arronge selbst den Körner spielte, die erste „Emilie“. Von Wien kam sie ans Residenztheater in Dresden und wurde dort als „Näherin“ in der gleichnamigen Posse von Ludwig Held geradezu populär. Nun unternahm sie, zumeist mit Felix Schweighofer, Gastspielreisen, die sie unter anderem ans Stadttheater nach Leipzig, Thaliatheater Hamburg, Wallnertheater Berlin und bis nach Amerika führten. Sie debütierte dort in der Hauptrolle  „Lotti Grießmayer“ in Die Näherin, in welcher Partie sie trotz Marie Geistinger und Josefine Gallmeyer sich die Gunst des amerikanischen Publikums erringen konnte.
Als jedoch Intendant Rolf Prasch das Berliner Theater übernahm, machte er der Künstlerin den Vorschlag, den Übergang ins ältere Fach zu versuchen. Obgleich sie sich als „Holzweib“ in Verschwender und „Schwertlein“ in Faust bestens im neuen Fach einführte, fühlte sie sich doch erst nach vorübergehendem Engagement am Thaliatheater in Berlin und am Deutschen Volkstheater in Wien (Antrittsrolle „Tante Paula“ in Berühmte Frau, 29. September 1897) auf dem älteren Rollengebiet heimisch.
Von 1899 bis 1916 wirkte sie am Stadttheater in Hamburg, sie starb 1920.
Verheiratet war sie mit dem Schauspieler Paul Bach.